# سیارک ۹۰۸۱
سیارک ۹۰۸۱ (به انگلیسی: 9081 Hideakianno، نامگذاری:1994VY) نه هزار و هشتاد و یکمین سیارک کشف شده‌است که در ۳ نوامبر ۱۹۹۴ کشف شد.
قدر مطلق سیارک برابر ۱۴٫۳۰ است.